# Auxerre
Auxerre (wymowaⓘ, o.'sɛʁ) – miasto i gmina we Francji, w regionie Burgundia-Franche-Comté, w departamencie Yonne.
Według danych na rok 1990 gminę zamieszkiwało 38 819 osób, a gęstość zaludnienia wynosiła 777 osób/km² (wśród 2044 gmin Burgundii Auxerre plasuje się na 4. miejscu pod względem liczby ludności, natomiast pod względem powierzchni na miejscu 29.).
Auxerre to średniowieczne miasto. Usytuowane na wzgórzu tuż obok rzeki Yonne (która pełni rolę szlaku wodnego – pływają po niej statki i barki). Administracyjnie jest stolicą Dolnej Burgundii. Znajduje się 150 km na północny zachód od Dijon, stolicy całej Burgundii. Dwa razy odwiedziła je Joanna d’Arc na czele swojego wojska. Tutaj marszałek Ney przeszedł na stronę Napoleona w trakcie marszu Napoleona I na Paryż po ucieczce z Elby.
W Auxerre ostatnie lata życia spędził i dokonał żywota Maurycy Mochnacki, jeden z teoretyków polskiego romantyzmu, uczestnik i kronikarz powstania listopadowego (autor m.in. Powstania narodu polskiego w roku 1830 i 1831).
Współcześnie miasto jest znane m.in. z klubu piłkarskiego AJ Auxerre.

## Zabytki

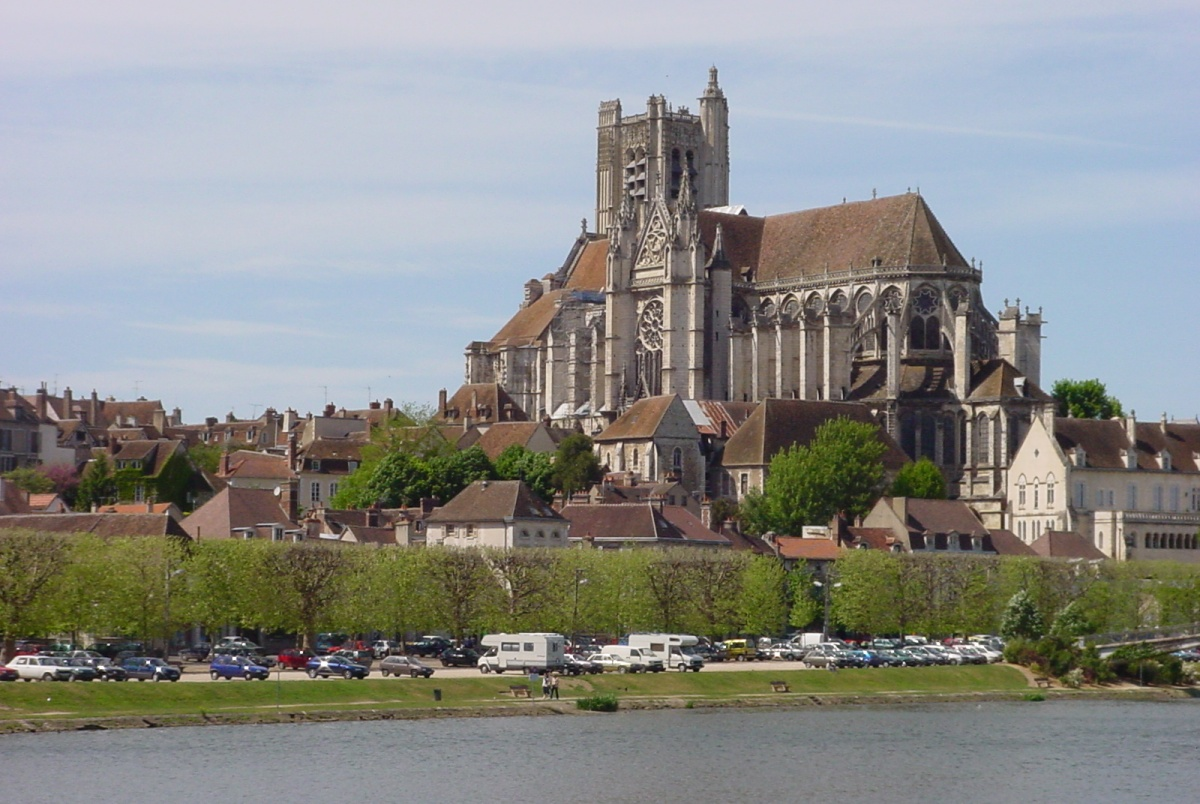
Katedra św. Szczepana w Auxerre wraz z budynkiem prefektury

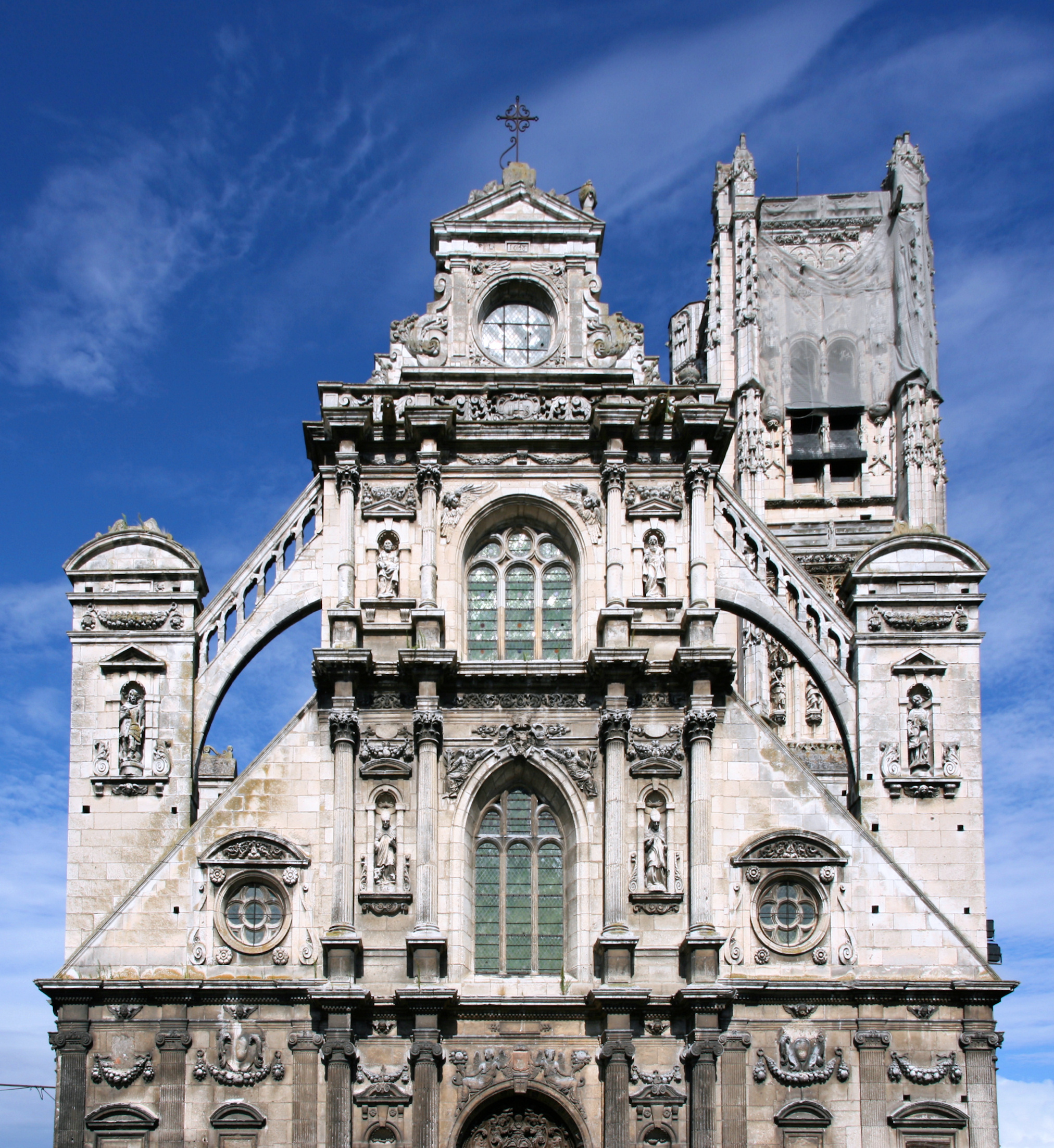
Zabytkowy Kościół Świętego Piotra

Znajduje się tu średniowieczna katedra św. Szczepana (zbudowana pomiędzy XIII a XVI wiekiem). Niedaleko katedry znajduje się opactwo św. Germana. Są tam też zabudowania liceum (kiedyś prowadzonego przez jezuitów, potem dominikanów).

## Osoby związane z Auxerre

### Święci
- św. Peregryn z Auxerre (ur. ?, zm. IV wiek) – pierwszy biskup Auxerre
- św. Amator z Auxerre (344–1 maja 418) – biskup Auxerre
- św. Heladiusz z Auxerre (zm. 387) – biskup Auxerre
- św. German – biskup Auxerre (por. kościół Saint Germain l’Auxerrois)
- św. Marian z Auxerre (zm. 488 – data przypuszczalna) - zakonnik

### Inni
- Wilhelm z Auxerre – francuski filozof i teolog z okresu wczesnej scholastyki, profesor w Paryżu, autor Summa aurea, znawca filozofii starożytnej
- Maurycy Mochnacki – polski działacz niepodległościowy, uczestnik powstania listopadowego; zmarł w Auxerre w 1834 roku.

## Miasta partnerskie
- Greve in Chianti, Włochy
- Płock, Polska
- Redditch, Wielka Brytania
- Roscoff, Francja
- Saint-Amarin, Francja
- Varaždin, Chorwacja
- Wormacja, Niemcy